# Didemnum elongatum
Didemnum elongatum är en sjöpungsart som beskrevs av Sluiter 1909. Didemnum elongatum ingår i släktet Didemnum och familjen Didemnidae. Inga underarter finns listade i Catalogue of Life.